# Flagge St. Lucias
Die erste Flagge St. Lucias  mit diesem Grunddesign wurde vom einheimischen Künstler Sir Dunstan St. Omer entworfen und am 1. März 1967 angenommen. Die Gestaltung wurde 1979 und 2002 leicht modifiziert.

## Bedeutung

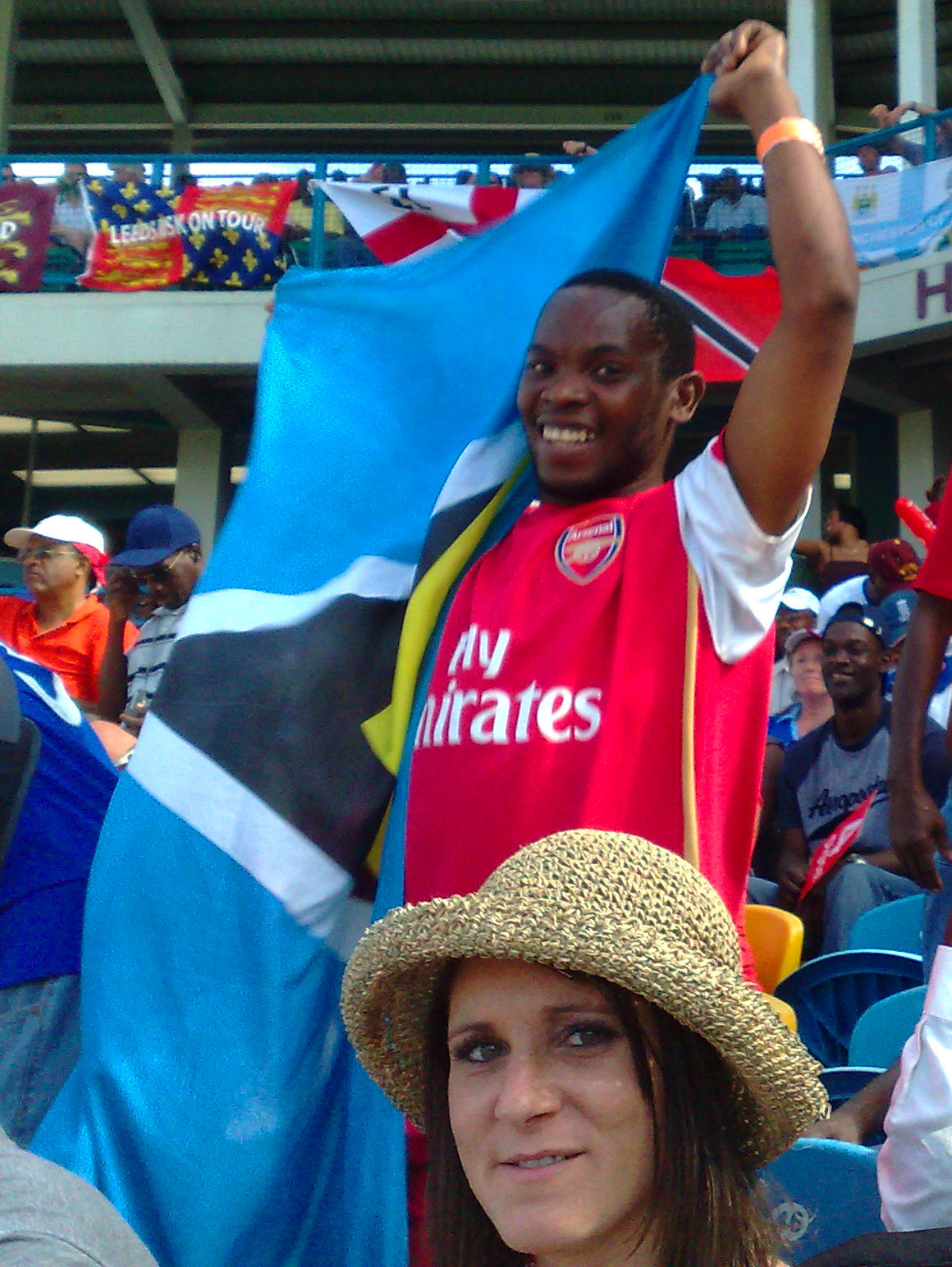
Fußballfan mit Flagge von St. Lucia

Der himmelblaue Hintergrund der Flagge steht für die Treue. Das Blau spiegelt den tropischen Himmel und auch die umgebenden smaragdfarbenen Meere, die Karibik und den Atlantik wider.
Die Farbe Gold repräsentiert den vorherrschenden Sonnenschein in der Karibik und deren Fülle. Schwarz und Weiß stehen für die kulturellen Einflüsse, die weiße Kultur und die schwarze Kultur, welche in Einheit zusammen leben und arbeiten.
Die Gestaltung betont die Vorherrschaft der afrikanischen Kultur, der die europäische Kultur gegenübersteht vor dem Hintergrund von Sonnenschein und der immerblauen See. Dies wird ausgedrückt durch drei Dreiecke im Zentrum der Flagge.
Darüber hinaus erinnert die Form der Dreiecke an die berühmten Pitons, die Wahrzeichen St. Lucias. Die Zwillingsfelsen bei Soufrière ragen fast 800 m dem Himmel entgegen. Sie sind ein Symbol für die Hoffnungen und Sehnsüchte der Menschen.

## Geschichte
Bereits die Nationalflagge, die St. Lucia als Associated State am 1. März 1967 annahm, entsprach im Grunddesign der heutigen Flagge. Mit der Unabhängigkeit am 22. Februar 1979 wurde das Seitenverhältnis von 5:8 auf 1:2 geändert, das goldene Dreieck wurde bis zum Zentrum der Flagge hochgezogen und der Hintergrund erhielt einen dunkleren Blauton. Am 22. Februar 2002 wurde er in der heutigen Version zu Hellblau.
Während der britischen Herrschaft waren Kolonialflaggen auf Basis einer Blue Ensign in Verwendung.

Kolonialflagge 1875 bis 1937
Kolonialflagge 1939 bis 1967
5:8  1967 bis 1979
1:2  [1] 1979 bis 2002